# Lazzaro Pallavicino
Lazzaro Pallavicino (ur. ok. 1603 w Genui, zm. 21 kwietnia 1680 w Rzymie) – włoski kardynał.

## Życiorys
Urodził się około 1603 roku w Genui. W młodości został dziekanem Kamery Apostolskiej. 29 listopada 1669 roku został kreowany kardynałem diakonem i otrzymał diakonię Santa Maria in Aquiro. Rok później został legatem w Bolonii. 8 listopada 1677 roku został podniesiony do rangi kardynałem prezbiterem i otrzymał kościół tytularny Santa Balbina. Zmarł 21 kwietnia 1680 roku w Rzymie.